# Olympische Jugend-Winterspiele 2016/Snowboard
Bei den Olympischen Jugend-Winterspielen 2016 in Lillehammer finden vom 14. bis 20. Februar 2016 insgesamt sieben Wettbewerbe im Snowboarden statt. Das Programm wurde um einen disziplinenübergreifenden Mixed Teamwettbewerb aus Ski- und Snowboard Cross erweitert.

## Bilanz

### Medaillenspiegel
| Platz  | Land                 | Gold | Silber | Bronze | Gesamt |
| ------ | -------------------- | ---- | ------ | ------ | ------ |
| 1      | Vereinigte Staaten   | 5    | 1      | –      | 6      |
| 2      | Deutschland          | 1    | –      | 1      | 2      |
| 3      | Frankreich           | 1    | –      | –      | 1      |
| 4      | Australien           | –    | 2      | –      | 2      |
| 5      | Schweiz              | –    | 2      | –      | 2      |
| 6      | Finnland             | –    | 1      | 2      | 3      |
| 7      | Russland             | –    | 1      | –      | 1      |
| 8      | Italien              | –    | –      | 1      | 1      |
| 8      | Slowenien            | –    | –      | 1      | 1      |
| 8      | Südkorea             | –    | –      | 1      | 1      |
| –      | Gemischte Mannschaft | –    | –      | 1      | 1      |
| Gesamt | Gesamt               | 7    | 7      | 7      | 21     |

### Medaillengewinner
| Disziplin               | Gold                                                                      | Silber                                                                | Bronze                                                                                   |
| ----------------------- | ------------------------------------------------------------------------- | --------------------------------------------------------------------- | ---------------------------------------------------------------------------------------- |
| Männer                  |                                                                           |                                                                       |                                                                                          |
| Halfpipe                | Jake Pates                                                                | Nikolas Baden                                                         | Tit Stante                                                                               |
| Snowboard Cross         | Jake Vedder                                                               | Alex Dickson                                                          | Sebastian Pietrzykowski                                                                  |
| Slopestyle              | Jake Pates                                                                | Wladislaw Chadarin                                                    | Rene Rinnekangas                                                                         |
| Frauen                  |                                                                           |                                                                       |                                                                                          |
| Halfpipe                | Chloe Kim                                                                 | Emily Arthur                                                          | Jeong Yu-rim                                                                             |
| Snowboard Cross         | Manon Petit                                                               | Sophie Hediger                                                        | Caterina Carpano                                                                         |
| Slopestyle              | Chloe Kim                                                                 | Elli Pikkujamsa                                                       | Henna Ikola                                                                              |
| Mixed                   |                                                                           |                                                                       |                                                                                          |
| Team Ski/Snowboardcross | DeutschlandJana Fischer Celia Funkler Sebastian Pietrzykowski Cornel Renn | SchweizSophie Hediger Talina Gantenbein Pascal Bitschnau Sascha Rüedi | Gemischte Mannschaft Daryna Kyrytschenko Veronica Edebo Valentina Miladinov David Mobärg |

## Männer

### Halfpipe
| Platz | Land | Sportler      | Punkte |
| ----- | ---- | ------------- | ------ |
| 1     | USA  | Jake Pates    | 93,00  |
| 2     | USA  | Nikolas Baden | 85,25  |
| 3     | SLO  | Tit Stante    | 80,25  |
| 4     | KOR  | Lee Min-sik   | 77,50  |
| 5     | NZL  | Tiarn Collins | 76,25  |
| 6     | NZL  | Rakai Tait    | 75,75  |

Datum: 14. Februar

Weitere Teilnehmer aus deutschsprachigen Ländern:

 Gian Andrea Sutter: 7. Platz

 Moritz Amsüss: 12. Platz

 Wendelin Gauger: 15. Platz

 Christoph Lechner: 16. Platz

### Snowboardcross
| Platz | Land | Sportler                |
| ----- | ---- | ----------------------- |
| 1     | USA  | Jake Vedder             |
| 2     | AUS  | Alex Dickson            |
| 3     | GER  | Sebastian Pietrzykowski |
| 4     | CAN  | Evan Bichon             |
| 5     | JPN  | Yoshiki Takahara        |
| 6     | RUS  | Wassili Loktew-Sagorski |

Datum: 15. Februar
Weitere Teilnehmer aus deutschsprachigen Ländern:

 Pascal Bitschnau: 7. Platz

 Marco Dornhofer: 9. Platz

### Slopestyle
| Platz | Land | Sportlerin         | Punkte |
| ----- | ---- | ------------------ | ------ |
| 1     | USA  | Jake Pates         | 94,75  |
| 2     | RUS  | Wladislaw Chadarin | 90,25  |
| 3     | FIN  | Rene Rinnekangas   | 87,75  |
| 4     | NZL  | Tiarn Collins      | 86,25  |
| 5     | NOR  | Isak Ulstein       | 85,50  |
| 6     | AUT  | Simon Gschaider    | 82,75  |

Datum: 19. Februar

Weitere Teilnehmer aus deutschsprachigen Ländern:

 Gian Andrea Sutter: 8. Platz

 Christoph Lechner: 13. Platz

 Moritz Amsüss: 15. Platz

 Wendelin Gauger: 16. Platz

## Frauen

### Halfpipe
| Platz | Land | Sportler      | Punkte |
| ----- | ---- | ------------- | ------ |
| 1     | USA  | Chloe Kim     | 96,50  |
| 2     | AUS  | Emily Arthur  | 90,00  |
| 3     | KOR  | Jeong Yu-rim  | 84,50  |
| 4     | JPN  | Junna Asaya   | 80,75  |
| 5     | CHN  | Wu Shaotong   | 74,75  |
| 6     | CAN  | Kira Langkeek | 68,00  |

Datum: 14. Februar

Weitere Teilnehmerinnen aus deutschsprachigen Ländern:

 Ariane Burri: 13. Platz

### Snowboardcross
| Platz | Land | Sportler         |
| ----- | ---- | ---------------- |
| 1     | FRA  | Manon Petit      |
| 2     | SUI  | Sophie Hediger   |
| 3     | ITA  | Caterina Carpano |
| 4     | AUS  | Mollie Fernandez |
| 5     | RUS  | Kristina Paul    |
| 6     | GER  | Jana Fischer     |

Datum: 15. Februar
Weitere Teilnehmerinnen aus deutschsprachigen Ländern:

 Pia Zerkhold: 8. Platz

### Slopestyle
| Platz | Land | Sportlerin      | Punkte |
| ----- | ---- | --------------- | ------ |
| 1     | USA  | Chloe Kim       | 88,25  |
| 2     | FIN  | Elli Pikkujamsa | 82,25  |
| 3     | FIN  | Henna Ikola     | 79,25  |
| 4     | FRA  | Chloé Sillieres | 79,00  |
| 5     | AUS  | Mahalah Mullins | 76,75  |
| 6     | CAN  | Baily McDonald  | 75,50  |

Datum: 19. Februar

## Mixed

### Teamwettbewerb Ski/Snowboardcross
| Platz | Land            | Sportler                                                            |
| ----- | --------------- | ------------------------------------------------------------------- |
| 1     | GER             | Jana Fischer Celia Funkler Sebastian Pietrzykowski Cornel Renn      |
| 2     | SUI             | Sophie Hediger Talina Gantenbein Pascal Bitschnau Sascha Rüedi      |
| 3     | UKR SWE BUL SWE | Daryna Kyrytschenko Veronica Edebo Valentina Miladinov David Mobärg |
| 4     | ESP CAN         | Fiona Torello Zoe Chore Evan Bichon Reece Howden                    |
| 5     | AUT             | Pia Zerkhold Martina Rainer Marco Dornhofer Marcel Illmaier         |
| 6     | AUS             | Mollie Fernandez Zali Offord Alex Dickson Douglas Crawford          |

Datum: 16. Februar